# Florelle
Florelle (Odette Florelle) Odette Rousseau, (*9 de agosto de 1898, Les Sables-d'Olonne, Vendée, Francia-† 28 de septiembre de 1974, La Roche-sur-Yon, Vendée) fue una actriz y cantante francesa.

## Biografía
Debutó en el Café La Cigale en 1909 y luego con el grupo  L’Européendonde adopta el nombre "Florelle".
Participa con Maurice Chevalier, en films y musicales de vaudeville con Lilian Harvey y Henry Garat,  reemplaza a  Mistinguett en 1925 y trabaja en el Moulin-Rouge y en Ça, c’est Paris en gira por América del Sur con la "Troupe Volterra" en Cuba. En 1928-29, llama la atención de Georg Wilhelm Pabst.
En la década del treinta trabaja en cine y filma la versión original de La ópera de tres centavos o  L'Opéra de quat'sous, trabaja con Abel Gance, Fritz Lang (Liliom), Jean Renoir (Le Crime de Monsieur Lange) y en teatro el musical de Marie Galante, de Jacques Deval y Kurt Weill.
Su carrera prácticamente termina con la guerra y regresa al cine pero se retira luego de filmar  Gervaise de René Clément.
Vivirá en Argelia, Marruecos, Bélgica y abre un café en su ciudad natal. Muere en extrema pobreza, olvidada.

## Filmografía
- 1912: Le Masque d'horreur, Abel Gance.
- 1913: La Petite Fifi,  Henri Pouctal.
- 1922: Gonzague,  Henri Diamant-Berger.
- 1930: L'Amour chante, de Robert Florey.
- 1930: El Amor solfeando
- 1931: Faubourg Montmartre, de Raymond Bernard.
- 1931: L'Opéra de quat'sous, de Georg Wilhelm Pabst: Polly Peachum
- 1932: The Mistress of Atlantis, de Georg Wilhelm Pabst (con Brigitte Helm, John Stuart): Clementine
- 1932: L'Atlantide, de Georg Wilhelm Pabst: Clémentine
- 1932: Die Herrin von Atlantis, de Georg Wilhelm Pabst (con Brigitte Helm, Heinz Klingenberg): Clementine
- 1932: La Dame de chez Maxim's, de Alexandre Korda: La Môme Crevette
- 1932: Tumultes, de Robert Siodmak
- 1934: Les Misérables, de Raymond Bernard: Fantine
- 1934: Liliom, de Fritz Lang: Mme Muskat
- 1935: Amants et Voleurs, de Raymond Bernard: Irma Lurette
- 1936: Le Crime de Monsieur Lange, de Jean Renoir: Valentine
- 1938: Clodoche, de Raymond Lamy.
- 1940: Sixième étage, de Maurice Cloche.
- 1955: Oasis, d'Yves Allégret (con Michèle Morgan): Madame Natkine (F/All.)
- 1956: Gervaise, de René Clément: Maman Coupeau

## Discografía
- Florelle 1927-1934, Chansophone
- Kurt Weill Berlin-Paris-Broadway 1928-1938